# XXIV wiek p.n.e.

XXIV wiek p.n.e.

XXVI wiek p.n.e. XXV wiek p.n.e. XXIV wiek p.n.e. XXIII wiek p.n.e. XXII wiek p.n.e.

## Zmarli
- około 2350 p.n.e. – Ptahhotep, egipski wezyr z czasów faraona Dżedkare
- około 2330 p.n.e. - Mereruka, egipski wezyr z czasów faraona Tetiego[1]

## Wydarzenia na Świecie
Wydarzena w Europie
- około 2400 p.n.e. – początki użycia miedzi w Europie Zachodniej

Wydarzenia w Azji
- około 2400 p.n.e. – w Mezopotamii używane były czterokołowe wozy bojowe
- około 2350 p.n.e. – wzmianki o wymianie handlowej między Sumerem i miastami w dolinie Indusu
- około 2345 p.n.e. – reformy króla Urukaginy z Lagasz w Sumerze, m.in. stworzenie pierwszego znanego kodeksu prawnego
- około 2340 p.n.e. – król Lugalzagesi z Ummy podbił Sumer
- około 2330 p.n.e. – Sargon obalił władcę Kisz, a następnie podbił całą Mezopotamię i stworzył pierwsze imperium w historii świata

Wydarzenia w Afryce
- około 2325 p.n.e. – Teti założył szóstą dynastię w Egipcie, za jego rządów władza królów uległa osłabieniu na korzyść książąt z Górnego Egiptu

Wydarzenia w Ameryce
Wydarzenia w Australii